# Liste der Nummer-eins-Hits in Brasilien (2017)
Diese Liste der Nummer-eins-Hits basiert auf den offiziellen Charts von Pro-Música Brasil, der brasilianischen Landesgruppe der IFPI, im Jahr 2017. 
Die seit 2009 veröffentlichten wöchentlichen Albumcharts von Nielsen wurden Ende März 2017 eingestellt. Im November 2017 begann Pro-Música Brasil stattdessen mit der Veröffentlichung monatlicher Singlecharts von BMAT, die nun vollständig auf Streaming basieren.

## Alben
| ← 2016 ← | Liste der Nummer-eins-Hits in Brasilien | Liste der Nummer-eins-Hits in Brasilien | Liste der Nummer-eins-Hits in Brasilien | 2018 →                    |
| \| Zeitraum \| Wo. ges. \| Interpret \| Titel \| Zusätzliche Informationen \| \| (Zeitraum, Wochen auf Platz eins, Interpret, Titel, zusätzliche Informationen) \| \| \| \| \| \| ------------------------------------------------------------------------------ \| -------- \| ------------------------ \| --------------------- \| ------------------------- \| \| 25. Dezember 2016 – 1. Januar 2017 2 Wochen (insgesamt 10) \| 10 \| Verschiedene Interpreten \| Sambas de Enredo 2017 \| – \| \| 2. Januar 2017 – 8. Januar 2017 1 Woche (insgesamt 2) \| 2 \| Leonardo & Eduardo Costa \| Cabaré Night Club \| – \| \| 9. Januar 2017 – 5. März 2017 8 Wochen (insgesamt 10) \| 10 \| Verschiedene Interpreten \| Sambas de Enredo 2017 \| – \| \| 6. März 2017 – 12. März 2017 1 Woche (insgesamt 2) \| 2 \| Leonardo & Eduardo Costa \| Cabaré Night Club \| – \| \| 13. März 2017 – 19. März 2017 1 Woche \| 1 \| Ed Sheeran \| ÷ \| – \| \| 20. März 2017 – 26. März 2017 1 Woche \| 1 \| Marília Mendonça \| Realidade \| – \| |                                         |                                         |                                         |                           |
| ← 2016 |                                         |                                         |                                         | → 2018 →                  |
| Zeitraum | Wo. ges.                                | Interpret                               | Titel                                   | Zusätzliche Informationen |
| (Zeitraum, Wochen auf Platz eins, Interpret, Titel, zusätzliche Informationen) |                                         |                                         |                                         |                           |
| 25. Dezember 2016 – 1. Januar 2017 2 Wochen (insgesamt 10) | 10                                      | Verschiedene Interpreten                | Sambas de Enredo 2017                   | –                         |
| 2. Januar 2017 – 8. Januar 2017 1 Woche (insgesamt 2) | 2                                       | Leonardo & Eduardo Costa                | Cabaré Night Club                       | –                         |
| 9. Januar 2017 – 5. März 2017 8 Wochen (insgesamt 10) | 10                                      | Verschiedene Interpreten                | Sambas de Enredo 2017                   | –                         |
| 6. März 2017 – 12. März 2017 1 Woche (insgesamt 2) | 2                                       | Leonardo & Eduardo Costa                | Cabaré Night Club                       | –                         |
| 13. März 2017 – 19. März 2017 1 Woche | 1                                       | Ed Sheeran                              | ÷                                       | –                         |
| 20. März 2017 – 26. März 2017 1 Woche | 1                                       | Marília Mendonça                        | Realidade                               | –                         |

## Singles
| ← 2016 ← | Liste der Nummer-eins-Hits in Brasilien | Liste der Nummer-eins-Hits in Brasilien                    | Liste der Nummer-eins-Hits in Brasilien | 2018 →                    |
| \| Zeitraum \| Mt. ges. \| Interpret \| Titel Autor(en) \| Zusätzliche Informationen \| \| (Zeitraum, Monate auf Platz eins, Interpret, Titel, Autor[en], zusätzliche Informationen) \| \| \| \| \| \| ----------------------------------------------------------------------------------------- \| -------- \| ---------------------------------------------------------- \| ---------------- \| ------------------------- \| \| November 2017 1 Monat \| 1 \| MC Jhowzinho, MC Kadinho \| Agora Vai Sentar \| – \| \| Dezember 2017 – Februar 2018 3 Monate \| 3 \| Anitta, MC Zaac, Maejor feat. Tropkillaz & DJ Yuri Martins \| Vai malandra \| – \| |                                         |                                                            |                                         |                           |
| ← 2016 |                                         |                                                            |                                         | → 2018 →                  |
| Zeitraum | Mt. ges.                                | Interpret                                                  | Titel Autor(en)                         | Zusätzliche Informationen |
| (Zeitraum, Monate auf Platz eins, Interpret, Titel, Autor[en], zusätzliche Informationen) |                                         |                                                            |                                         |                           |
| November 2017 1 Monat | 1                                       | MC Jhowzinho, MC Kadinho                                   | Agora Vai Sentar                        | –                         |
| Dezember 2017 – Februar 2018 3 Monate | 3                                       | Anitta, MC Zaac, Maejor feat. Tropkillaz & DJ Yuri Martins | Vai malandra                            | –                         |

## Belege
1. ↑  Ranking. In: Portal Sucesso. Editora Espetáculo, Februar 2017, archiviert vom Original am 19. Februar 2017; abgerufen am 17. September 2021 (brasilianisches Portugiesisch).

Siehe auch: Nummer-eins-Hits 2017 in  Australien, Belgien, Bulgarien, Dänemark, Deutschland, Finnland, Frankreich, Griechenland, Irland, Italien, Japan, Kanada, Kolumbien, Kroatien, Malaysia, Mexiko, Neuseeland, den Niederlanden, Norwegen, Österreich, Polen, Portugal, Schweden, der Schweiz, Slowakei, Spanien, Südkorea, Tschechien, Ungarn, den Vereinigten Staaten und im Vereinigten Königreich.